# 葛蘭姆 (亞利桑那州)
葛蘭姆（英語：Graham）是位於美國亞利桑那州葛蘭姆縣的一個非建制地區。該地的面積和人口皆未知。

## 地理
葛蘭姆的座標為32°52′30″N 109°44′26″W / 32.87500°N 109.74056°W，而該地的平均海拔高度為880米（即2887英尺）。